# Бельо Кодесидо, Эмилио
Эмилио Бельо Кодесидо (исп. Emilio Bello Codesido; 13 июля 1868, Сантьяго, Чили — 3 марта 1963, там же) — чилийский государственный деятель, министр иностранных дел Чили (1900, 1904, 1923 и 1924), президент правительственной хунты (1925).

## Биография
Внук Андреса Бельо.
Был женат на Элизе Бальмаседе де Торо, дочери президента Республики Хосе Мануэля Бальмаседа. Обучался в Национальном институте Сантьяго, в 1889 г. окончил юридический факультет Чилийского университета.
В возрасте 16 лет он поступил на государственную службу в военное и военно-морское министерство. В 1891 г. он ушел в отставку с должности заместителя министра в связи с Гражданской войной в Чили (1891). В 1890 г. он был назначен членом и секретарем комиссии, ответственным за подготовку проекта Морского уголовного кодекса.
С 1893 г. работал в должности генерального секретаря и президента Либерально-демократической партии.
- апрель-ноябрь 1898 г. — министр промышленности и общественных работ,
- октябрь-ноябрь 1900 г. — министр юстиции и народного образования,
- 1900, 1904, 1923 и 1924 гг. — иностранных дел, культа и колонизации Чили,
- 1901—1902 гг. — полномочный министр (посол) в Мексике и Центральноамериканских республиках,
- 1904—1905 и 1924 гг. — министр внутренних дел,
- 1925 г. — после смещения Луиса Альтамирано являлся президентом правительственной хунты,
- 1925—1926 гг. — делегат в Лиге Наций, затем был послом в Чили в Боливии и в Мексике,
- 1933—1938 гг. — министр национальной обороны.

С 1894 по 1906 гг. — депутат парламента, в 1903—1904 гг. — председатель Палаты депутатов.
Государственный советник (1909—1912), председатель Совета местного самоуправления и Второй комиссии муниципалитетов Вальпараисо в (1919).
Президент горнодобывающей компании Мария Франциска де Уануни (1923).
Активно публиковался в газетах и журналах, был автором книг по международному праву, международной политике и другим предметам.
Являлся академиком Королевской академии моральных и политических наук.